# Tiểu vương quốc Nejd
Tiểu vương quốc Nejd là nhà nước thứ nhì của gia tộc Saud, tồn tại từ năm 1824 đến năm 1891 tại Nejd, thuộc các vùng Riyadh và Ha'il của Ả Rập Xê Út hiện nay. Quyền cai trị của gia tộc Saud được khôi phục tại miền trung và miền đông của bán đảo Ả Rập, sau khi nhà nước đầu tiên của họ là Tiểu vương quốc Diriyah bị quân tỉnh Ai Cập của Đế quốc Ottoman tiêu diệt trong Chiến tranh Ottoman-Saud (1811–1818).
Giai đoạn này có dấu ấn là ít bành trướng lãnh thổ và ít nhiệt tình tôn giáo, song các thủ lĩnh Saud tiếp tục được gọi là Imam và vẫn sử dụng các học giả tôn giáo của giáo phái Wahhabi. Turki bin Abdullah bin Muhammad tái chinh phục Riyadh từ quân Ai Cập vào năm 1824, sự kiện này nói chung được nhận định là mốc khởi đầu Nhà nước Saud thứ hai. Xung đột nội bộ nghiêm trọng trong gia tộc Saud cuối cùng khiến triều đại này sụp đổ trong trận Mulayda vào năm 1891, giữa các lực lượng trung thành với imam Saud cuối cùng là Abdul Rahman ibn Faisal ibn Turki với Vương triều Rashid tại Ha'il.

## Lịch sử
Mishari ibn Saud là thành viên đầu tiên trong gia tộc Saud nỗ lực giành lại quyền lực sau khi Tiểu vương quốc Diriyah sụp đổ vào năm 1818, ông là em trai của Abdullah ibn Saud, quân chủ cuối cùng tại Diriyah. Năm 1824, Turki ibn Abdullah ibn Muhammad (cháu nội của imam Saud đầu tiên là Muhammad ibn Saud) trục xuất thành công quân Ai Cập và các đồng minh địa phương của họ khỏi Riyadh và vùng xung quanh, ông nói chung được nhận định là người thành lập vương triều thứ nhì của gia tộc Saud, cũng như là tổ tiên của các quốc vương Ả Rập Xê Út hiện nay. Ông định đô tại Riyadh và được nhiều thân nhân trốn thoát khỏi Ai Cập đến phục vụ, trong đó con trai ông là Faisal ibn Turki Al Saud.
Đến năm 1834, Turki bị một người họ hàng xa là Mishari ibn Abdul-Rahman ám sát. Mishari nhanh chóng bị bao vây trong thành Riyadh và sau đó bị Faisal hành quyết. Faisal trở thành quân chủ nổi bật nhất trong thời kỳ vương triều thứ nhì của gia tộc Saud. Tuy nhiên, ông phải đối diện với việc quân Ai Cập tái xâm chiếm Najd bốn năm sau đó. Cư dân địa phương không muốn kháng cự, kết quả là vào năm 1838 Faisal thất bại và lần thứ hai trong đời bị đưa đến Ai Cập với thân phận tù nhân.
Khalid ibn Saud là người em cuối cùng còn sống của Abdullah ibn Saud ibn Abdul-Aziz và là một cháu nội của Muhammad bin Saud, ông có nhiều năm làm việc trong triều đình Ai Cập. Người Ai Cập lập ông làm người cai trị tại Riyadh và cho binh sĩ Ai Cập hỗ trợ. Tuy nhiên, đến năm 1840 do xung đột bên ngoài nên người Ai Cập phải triệt thoái toàn bộ khỏi bán đảo Ả Rập, khiến Khalid còn lại ít ủng hộ. Ông bị hầu hết người địa phương xem là một thống đốc của Ai Cập, và bị hạ bệ nhanh chóng bởi Abdullah ibn Thuniyyan thuộc nhánh phụ Al Thuniyyan của gia tộc Saud. Tuy nhiên, Faisal được phóng thích trong cùng năm, và nhận được viện trợ từ các quân chủ Al Rashid tại Ha'il. Faisal tái chiếm Riyadh và khôi phục quyền lực của mình, sau đó phong cho con trai là Abdullah ibn Faisal ibn Turki làm thế tử, và phân chia lãnh địa của mình cho ba người con trai là Abdullah, Saud ibn Faisal ibn Turki và Muhammad.
Đến khi Faisal mất vào năm 1865, Abdullah đảm nhận quyền cai trị Riyadh song nhanh chóng bị em trai Saud thách thức. Hai anh em giao tranh trong một cuộc nội chiến kéo dài, Riyadh vài lần đổi chủ giữa họ. Một chư hầu của gia tộc Saud là Muhammad ibn Abdallah ibn Rashid tại Ha'il tận dụng thời cơ để can thiệp vào xung đột và gia tăng quyền lực của bản thân. Dần dần, Ibn Rashid mở rộng phạm vi quyền lực ra hầu hết Najd, bao gồm cả thủ đô Riyadh. Ibn Rashid trục xuất quân chủ Saud cuối cùng là Abdul-Rahman ibn Faisal khỏi Najd sau trận Mulayda vào năm 1891.

## Quân chủ

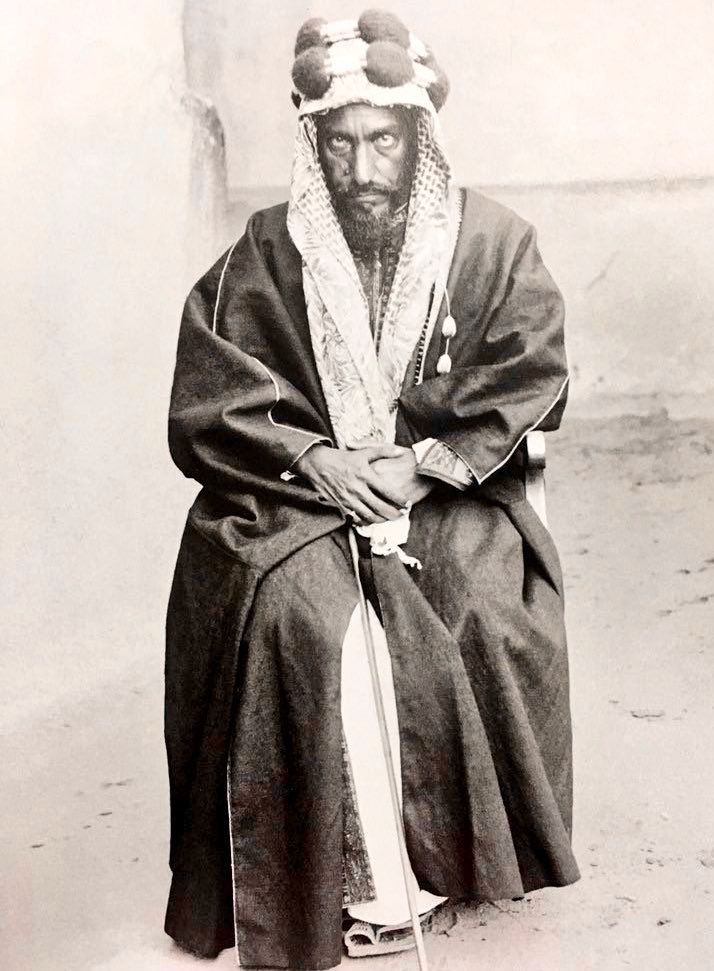
Abdul Rahman bin Faisal là quân chủ cuối cùng

- Imam Turki bin Abdullah bin Muhammad (lần thứ nhất) 1819–1820
- Imam Turki ibn Abdallah ibn Muhammad (lần thứ nhì) 1824–1834
- Imam Mushari ibn Abd al-Rahman ibn Mushari 1834–1834 (tiếm vị)
- Imam Faisal bin Turki bin Abdullah Al Saud (lần thứ nhất) 1834–1838
- Imam Khalid ibn Saud ibn Abd al Aziz 1838–1841
- Imam Abdallah ibn Thunayyan ibn Ibrahim ibn Thunayyan ibn Saud 1841–1843
- Imam Faisal bin Turki bin Abdullah Al Saud (lần thứ hai) 1843–1865
- Imam Abdallah ibn Faisal ibn Turki (lần thứ nhất) 1865–1871
- Imam Saud ibn Faisal 1871–1871 (lần thứ nhất)
- Imam Abdallah ibn Faisal ibn Turki (lần thứ nhì) 1871–1873
- Imam Saud ibn Faisal (lần thứ nhì) 1873–1875
- Imam Abdul Rahman bin Faisal (lần thứ nhất) 1875–1876
- Imam Abdallah ibn Faisal ibn Turki (lần thứ ba) 1876–1889
- Imam Abdul Rahman bin Faisal (lần thứ nhì) 1889–1891